# 聖公會主恩小學

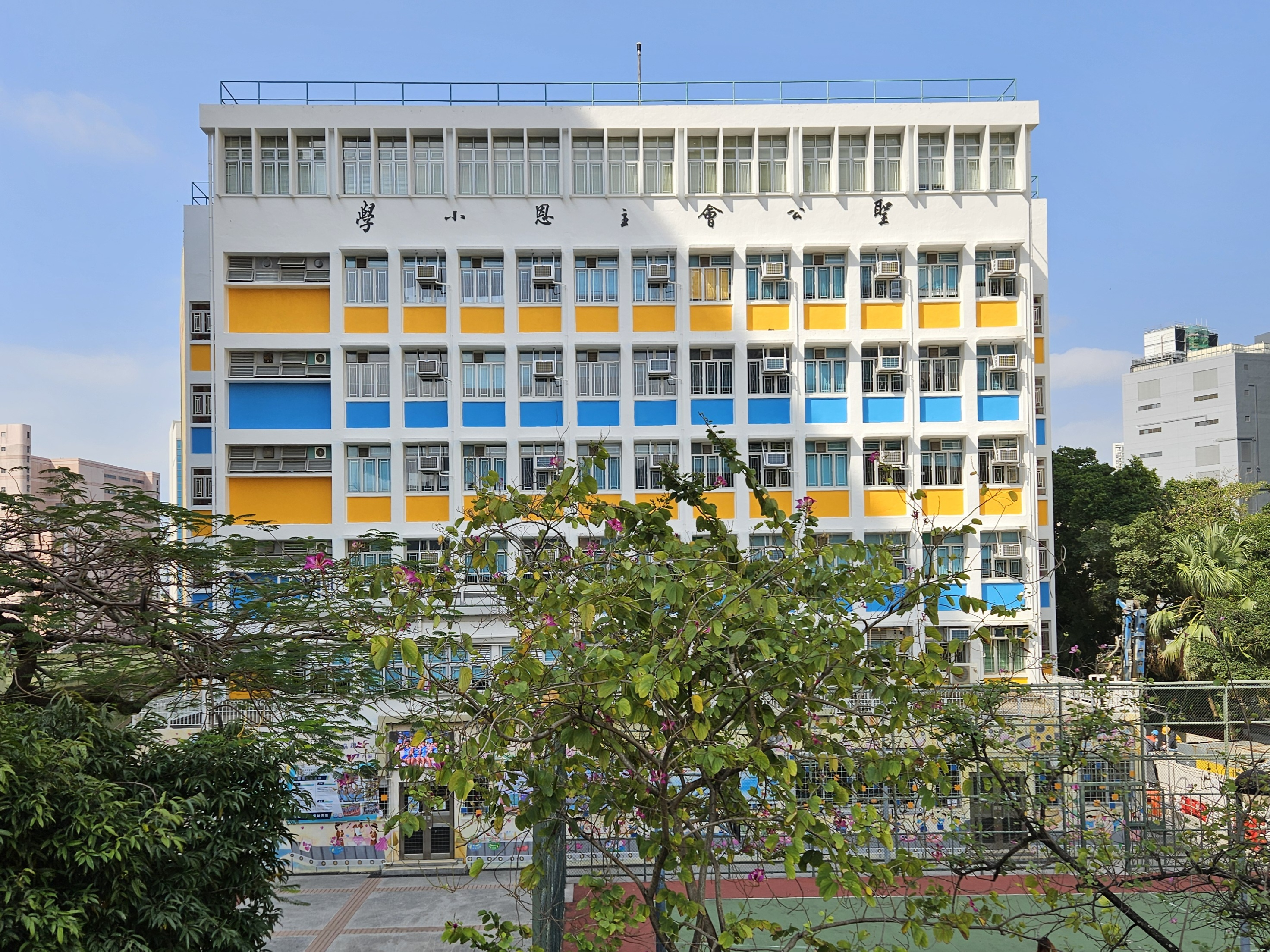
近觀聖公會主恩小學

聖公會主恩小學（英語：S.K.H. Chu Yan Primary School），為香港一所津貼小學，位於葵涌葵盛西邨，於1961年創立，至2002年轉為全日制津貼小學。

## 歷史
1961年，聖公會小學監理委員會於荃灣大窩口徙置區第十二座天台設立主恩小學，為一所天台小學，聖公會荊冕堂現址附近，學校在九月開課時，只有六班上午班及教師八人，並於後來加設下午校。
1976年，因應政府取消天台小學政策，以及隨著葵盛西邨落成而獲配獨立校舍，現第八座側，隨即遷入葵盛西邨的「火柴盒」小學。同年九月一日開校，全校上下午共四十八班，每班四十五人，學生達二千一百人，成為當時葵盛邨內唯一足班的學校。
鑑於全日制小學教育日漸普及，學校於2002年轉為全日制，上午校於2001年申請分拆並改名為聖公會青衣主恩小學，新校舍建於青衣長宏邨。下午校留守葵盛，沿用聖公會主恩小學校名。

## 歷任校監
- 申龐得玲女士[4]
- 鄒小磊先生

## 歷任校長

### 上午校
- 鄧葆真女士（1961年-1967年，創校校長，兼任上、下午校校長）
- 鄭偉健先生（1967年-1974年，第二任）[5]
- 郭諾女士（1974年-1985年，第三任）
- 蔣英儒先生（1985年-1987年，第四任）
- 黎婉儀女士（1988年-2001年，第五任）[4]
- 周瑞忠先生（2001年-2002年，末任校長，其後上午校遷往青衣）

### 下午校
- 鄧葆真女士（1961-1967年，創校校長，兼任上、下午校校長）[6]
- 張浩然先生（1967年-1970年，第二任）
- 關鼎錚先生（1970年-1974年，第三任）
- 郭書謙先生（1974年-1981年，第四任）
- 蔣英儒先生（1981年-1985年，第五任）
- 羅德意先生（1985年-1989年，第六任，後轉任同系阮鄭夢芹小學下午校校長）
- 陳佩卿女士（1989年-1992年，第七任，後轉任同系基顯小學下午校校長）
- 陳玉鎧女士（1992年-1994年，第八任，後轉任同系始南小學下午校校長）
- 區靜儀女士（1994年-1996年，第九任，後轉任同系蒙恩小學下午校校長）
- 周瑞忠先生（1996年-2001年，第十任，後轉任上午校末任校長）[7]
- 羅鳳芝女士（2001年-2002年，末任校長，其後學校轉為全日制）

### 全日
- 岑延芬女士（2002年-2003年，首任校長，後轉任同系青衣邨何澤芸小學第二任校長）
- 鄧志鵬先生（2003年-2006年，第二任，後轉任同系青衣主恩小學第二任校長）
- 曹潤冰女士（2006年-2010年，第三任，後轉任同系聖紀文小學校長）
- 王彩娣女士（2010年-2015年，第四任，後轉任同系油塘基顯小學校長）
- 李明珠女士（2015年-2023年，第五任）
- 勞子奔先生（2023年起）

## 有關上課
該校共有二十四班，一至六年級各有四班。一年級雙班主任制,另外1至3年級D班為普教中班.3至6年級a班為精英班,另考試前3星期設立精補，為提升考試成績（精補放學時間為4:30）
學校教職員超過30人，包括外籍英語教師、言語治療師、電腦教學助理、電腦技術支援人員、圖書館主任、書記及工友等。

## 設施
校舍共7層，課室二十四個，另設圖書館、2個音樂室、英語閱讀室、多用途活動室、輔導室、教師資源室、綠恩教室和學校行政及管理系統室。此外，亦設有禮堂、陰雨操場、小教堂，露天籃球場及羽毛球場。
本校全部課室均有投影機、投影幕、電腦、實物投影機、貯物櫃供學生使用。

## 著名/傑出校友
- 單仲楷：前立法會議員

## 事件
- 2013年2月26日發生的埃及路克索熱氣球事故，其中一位遇難者鄧玉玲老師退休前曾在本校任教逾30年。

## 外部連結
- 聖公會主恩小學 （页面存档备份，存于）